# Plesionika longicauda
Plesionika longicauda is een garnalensoort uit de familie van de Pandalidae. De wetenschappelijke naam van de soort is voor het eerst geldig gepubliceerd in 1901 door Rathbun.